# Naphat Seesraum
Naphat Seesraum (thai: นภัทร สีเสริม), född 11 maj 1987, är en thailändsk fotbollsspelare.
Hon spelar som mittfältare i det thailändska landslaget och för klubblaget Khonkaen FC.